# Якубович, Александр Яковлевич
Александр Яковлевич Якубович (1739—1810) — генерал-майор, последний Прилуцкий полковник Малороссийских казаков.
Старший сын генерального есаула Якова Демьяновича Якубовича, родился в 1739 г., служил в великорусских полках и был произведён: в 1757 году— в ротмистры, в 1764-м — в секунд-майоры Ямбургского пехотного полка, в 1766-м — в премьер-майоры и 1-го января 1770 года — в подполковники Московского карабинерного полка.
Участвуя в турецкой войне, Якубович особенно отличился в 1771 году при взятии крепости Гирсова и в деле 20 октября того же года, в котором он отнял береговую турецкую батарею, за что и был 14 декабря того же года награждён орденом св. Георгия 4-го класса (№ 152 по кавалерскому списку Судравского и № 180 по списку Григоровича — Степанова)
За произведённое мужественное дело 30 октября 771 года, когда он, несмотря на сильное сопротивление, подал пример выйти на неприятельский берег, атаковать его храбро, взять батарею с 8 пушками и отнять 6 знамён.
Кроме того, Якубович принимал участие в делах под Бендерами, Тульчей, Дубасовым, Мачином, Силистрией, а в 1772 году в его команде находился особый лодочный отряд из запорожцев. В 1765—1769 годах Якубович участвовал в работах по генеральной описи Малороссии, произведённой графом П. А. Румянцевым, причём ему поручена была опись Переяславского казачьего полка. Графом Румянцевым обращено было внимание на Якубовича, и он в 1773 году, будучи «от армии полковником», был назначен Малороссийским Прилуцким полковником.
Из последующей служебной деятельности Якубович известно его участие в подавлении Пугачёвского бунта, когда он был начальником особого тысячного малороссийского войска, посланного в 1774 году в Казанскую и Оренбургскую губернии и пробывшего там до 1781 года.
С упразднением в 1781 году полкового управления Малороссии Якубович продолжал службу в великорусских полках и 23 июня 1783 года был произведён в генерал-майоры, но в 1788 году он находился уже в отставке, живя в Прилуцком уезде, где у него было 317 душ крестьян.
В 1810 году в Прилуцком земском суде производилось весьма любопытное дело по обвинению Якубовича одним из его сыновей в «разных чародействах», но на каких фактах основывалось обвинение — неизвестно. Самое же дело должно было прекратиться по случаю смерти Якубовича, последовавшей 7 ноября того же 1810 года. Его внук — декабрист Якубович, Александр Иванович.